# 더 레슨
《더 레슨》(영어: The Lesson)은 2023년 개봉한 스릴러 영화이다. 앨리스 트라우튼이 감독을 알렉스 맥키스가 각본을 맡았다.

## 출연

### 주연
- 리처드 E. 그랜트 : J.M. 싱클레어 역
- 줄리 델피 : 헬렌 싱클레어 역
- 다릴 맥코맥 : 리암 소머스 역

### 조연
- 스티븐 맥밀런 : 버티 싱클레어 역
- 크리스핀 레츠 : 엘리스 역